# Sunny Baudelairová
Sunny Baudelairová je jednou z hlavních hrdinek série dětských knih Řada nešťastných příhod od Lemonyho Snicketa. Je nejmladší ze sourozenců Baudelairových. V knihách se její věk nikde neuvádí, ale na začátku je ještě batole, to znamená, že je jí něco kolem roku, na konci by jí tedy měly být asi tři roky. Zpočátku se vyjadřuje jen podivným dětským žvatláním, jemuž rozumí pouze její sourozenci Violet a Klaus. Občas se v něm však skrývají autorovy slovní hříčky a narážky. V posledním díle se však její řeč už plně rozvine. Svou první smysluplnou větu pronese v desátém díle Ledová stěna, kdy k všeobecnému překvapení prohlásí: „Nejsem mimino!“
V knize má Sunny hnědé oči a velmi krátké černé vlasy, ale ve filmu má vlasy blonďaté a je tam ztvárněna dvojčaty Karou a Shelby Hoffmanovými.

## Životopis
V prvním díle nazvaném Zlý začátek uhoří sourozencům Baudelairovým rodiče při strašném požáru, který zničí jejich dům. Violet, Klaus a Sunny jsou svěřeni do péče podlému hraběti Olafovi, kterému jde jen o to získat jejich ohromné dědictví. Jeho plánem je vzít si Violet za manželku. To se mu však díky spojenému úsilí sourozenců nepodaří. 

V druhém díle nazvaném Temné terárium jdou sirotci Baudelairovi k novému opatrovníkovi, doktoru Montgomerymu (strýček Monty). Zde se ve svém převleku objeví hrabě Olaf a Montyho zavraždí. Jeho plán jak získat dědictví sourozenců Baudelairových opět nevyjde. 

Ve třetím díle nazvaném Široké okno jsou Violet, Klaus a Sunny převezeni k nové opatrovnici – bojácné Josephine Anwhistleové (teta Josephine). Hrabě Olaf se opět objeví v převleku a zavraždí i tetičku. Jeho plán ale nevyjde, Olaf znovu uprchne. 

Ve čtvrtém díle nazvaném Ohavná pila jsou Baudelairovi odesláni k novému opatrovníkovi, majiteli pily, kde musí všichni tři tvrdě dřít. I tentokrát se objeví převlečený hrabě Olaf s novým plánem, ale sourozenci ho opět překazí. O život přijde Olafova kumpánka doktorka Orwellová. 

V pátém díle nazvaném Strohá akademie se Klaus se svými sestrami octne na internátní škole zvané Prufrockova přípravná akademie, kde jsou strašní pedagogové i spolužáci. Spřátelí se zde s dvěma trojčaty, Duncanem a Isadorou Quagmireovými. I zde se objeví Olaf v převleku, Baudelairovi mu překazí plán, ale zlosyn unese Duncana a Isadoru. Sourozenci Baudelairovi se dozví o tajné organizaci, která se skrývá pod zkratkou D. P. 

V šestém díle nazvaném Nouzový výtah jsou sourozenci odvedeni k novým opatrovníkům – manželům Jeromovi a Esmé Squalorovým. I v jejich domě se objeví hrabě Olaf v převleku, a opět mu jde jen o dědictví Baudelairových. Nakonec opět ostrouhá, ale Duncan s Isadorou zůstávají nadále v jeho moci. Klaus i jeho sestry pátrají po významu zkratky D. P. 

V sedmém díle nazvaném Zpustlá vesnice adoptuje sourozence vesnička zvaná Dědina ptactva. Olaf zavraždí ubohého Jacquese Snicketa a vraždu svede na Baudelairovy, kteří jsou od té doby pronásledováni policií. Alespoň se jim podaří vysvobodit ze spárů zlosyna Quagmireovy, kteří uprchnou v nezávislém horkovzdušném balonovém obydlí. 

V osmém díle nazvaném Zákeřná nemocnice prchají sourozenci před Olafem, až narazí na Heimlichovu nemocnici, kde se nechají zaměstnat. Hrabě Olaf ovšem unese Violet a chce jí uříznout hlavu, Klaus se Sunny mu to nakonec překazí. Když Olaf nemocnici zapálí, nezbývá Baudelairovým nic jiného, než uprchnout v kufru jeho auta. 

V devátém díle nazvaném Masožravý lunapark odveze auto hraběte Olafa sourozence Baudelairovy do pustého Vnitrozemí, kde se Klaus a jeho sestry nechají v přestrojení zaměstnat v Lunaparku Caligari. Chtějí se dostat do Doliny průvanu, kde by možná mohli najít jednoho z rodičů, který přežil požár jejich domu. Protože do hor jede i hrabě Olaf, předstírají Baudelairovi, že se k němu přidali. Olaf však jejich převleky prokoukne a pokusí se je zabít. Ale podaří se mu unést Sunny. 

V desátém díle nazvaném Ledová stěna se Klaus s Violet přidávají ke Sněžným pátračům, kteří míří do hor, kam chtějí i oni. Seznamují se s třetím z Quagmireových trojčat, Quigleym. Společně se jim podaří vysvobodit Sunny, ale končí ve vodách rozbouřené řeky. 

V jedenáctém díle nazvaném Ponurá sluj se Violet, Klaus a Sunny dostávají na palubu ponorky Kvíkveg, kde se setkávají s kapitánem Widdershinsem a jeho nevlastní dcerou Fionou, která Klausovi zlomí srdce. Hrabě Olaf má další plán, ale sourozencům se podaří utéct. 

Ve dvanáctém díle nazvaném Předposlední utkání se Klaus a jeho sestry seznamují s těhotnou Kit Snicketovou, sestrou zavražděného Jacquese Snicketa, která je odveze do hotelu Rozuzlení, kde, maskováni za hotelové sluhy, mají Baudelairovi plnit důležité poslání. Nakonec jsou hrabětem Olafem přinuceni zapálit hotel a uprchnout s ním na člunu. 

Ve třináctém díle nazvaném Konec ztroskotá člun se zlosynem a sourozenci u břehů ostrova, jehož obyvatelé mezi sebe přijmou pouze Baudelairovy, ale Olafa zanechají na pobřežní mělčině. Později u břehů ostrova ztroskotá i Kit Snicketová. Klaus se sestrami objevují tajemný úkryt pod jabloní, kde je ukryta kronika, při jejímž čtení zjistí, že na ostrově kdysi přebývali i jejich rodiče. Poté, co hrabě Olaf vypustí smrtelně jedovaté medúzovité mycelium, všichni obyvatelé odplouvají z ostrova. Olaf umírá a Kit Snicketová porodí dítě, které sourozenci pojmenují po své matce Beatrice. Kit umírá krátce po porodu a sourozenci s Beatricí zůstávají rok žít na ostrově a dítě společně vychovávají. Po roce se rozhodnou odplout. Další osud Violet a jejích sourozenců je nejasný. Autor v závěru přiznává, že navzdory veškerému pátrání nemá tušení, jak se život sourozenců Baudelairových odvíjel dál, poté co i s Beatrice opustili ostrov.